# 흑전사 (조직)
흑전사(黑戰社)는 한국의 일제강점기 때 조직된 아나키즘 운동 단체이다. 도쿄 등지에서 활동하던 김호구, 오병현, 김유조, 이학의 등이 평안남도 용강군을 중심으로 활동했다. 1929년 6월 11일 용강군 다미리의 한 마을에 씨름 대회가 열릴 때 "농민에게 고함"이라는 격문을 붙였다고 하며, 이 밖에 여러 농민 의식화 운동을 전개하다 7월 이후 김호구를 비롯한 여러 조직원들이 붙잡혀 사실상 해산되었다.